# 클라시코 플라텐세
클라시코 플라텐세(Clásico Platense) 또는 라플라타 클라시코(스페인어: Clásico de La Plata)는 아르헨티나 프리메라 디비시온에서 라플라타를 연고로 하는 두 축구팀 에스투디안테스 라 플라타와 힘나시아 라 플라타의 더비 경기를 가리킨다.
라 플라타 더비는 매우 격렬하며, 2006년 아페르투라에서 힘나시아 팬이 더비 경기 중 자기팀 선수의 살해 위협과 관련되어 기소되는 등 여러 사건이 발생하곤 했다. 힘나시아 팬에 의한 유사한 사건이 보카 주니어스와의 경기 때도 있었는데, 이유는 힘나시아가 경기에 질 경우 라이벌 에스투디안테스보다 보카의 우승 가능성이 더 높아지기 때문이었다.

## 역사

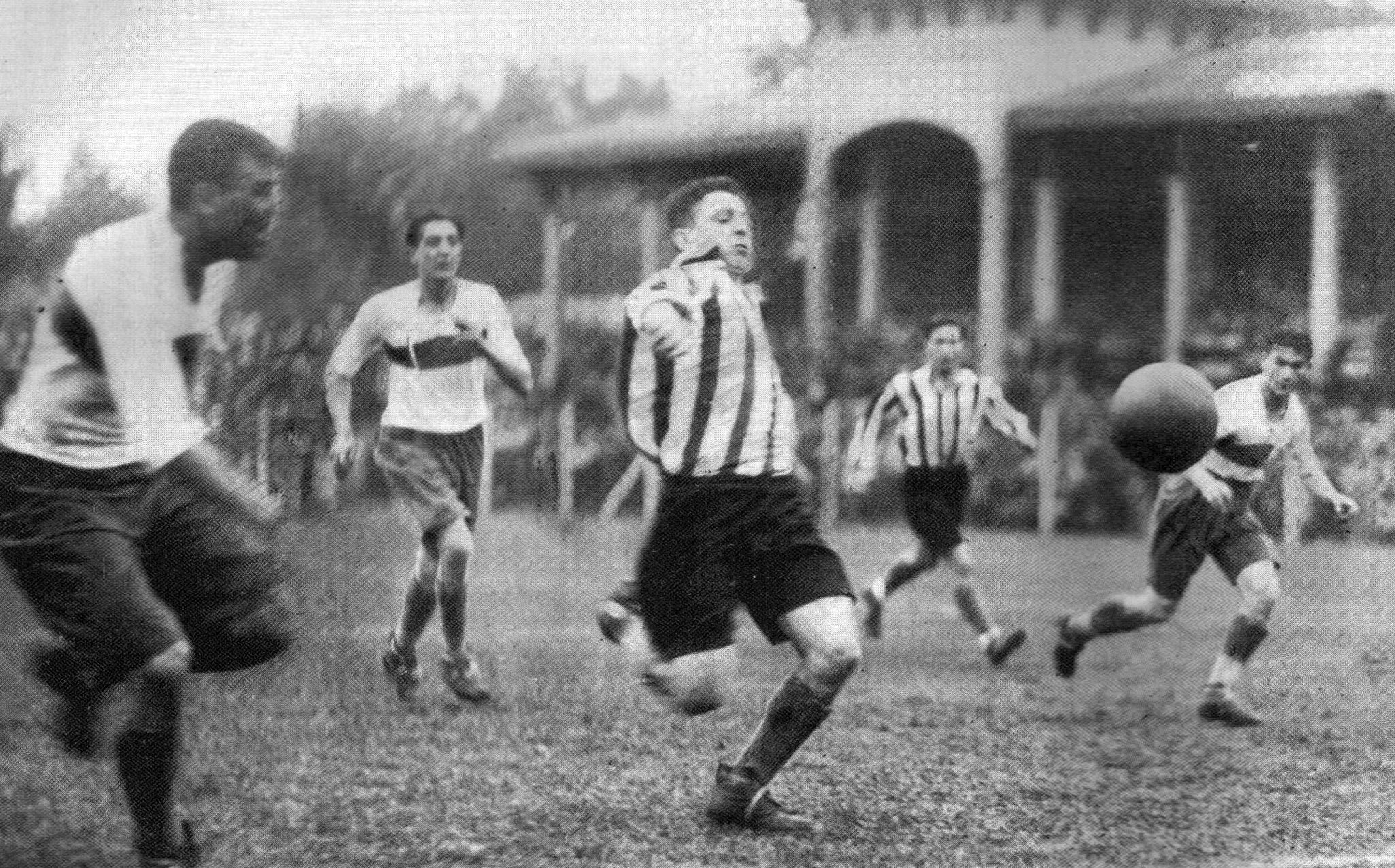
1932년 클라시코 플라텐세의 장면

최초의 클라시코는 1916년 8월 27일 있었으며, 힘나시아가 1 – 0으로 이겼다고 한다. 아마추어 기간엔 두 팀이 서로 다른 디비시온에 있는 경우가 많아 그리 자주 마주치진 않았다.
1960년대부터 에스투디안테스가 코파 리베르타도레스를 비롯한 많은 대회에서 우승을 차지했던 것에 반해, 힘나시아는 90년대 이후 아르헨티나 캄페온(campeón, 챔피언)을 눈 앞에 두고 다섯 차례나 놓지는 바람에 수브캄페오네스(subcampeónes, 준우승 단골팀)라는 그리 달갑지는 않은 별칭을 얻기도 했다.
2006년 10월 15일 에스투디안테스는 힘나시아에 역사상 가장 처참한 패배를 안겨주었다. 바로 7 – 0이었다.

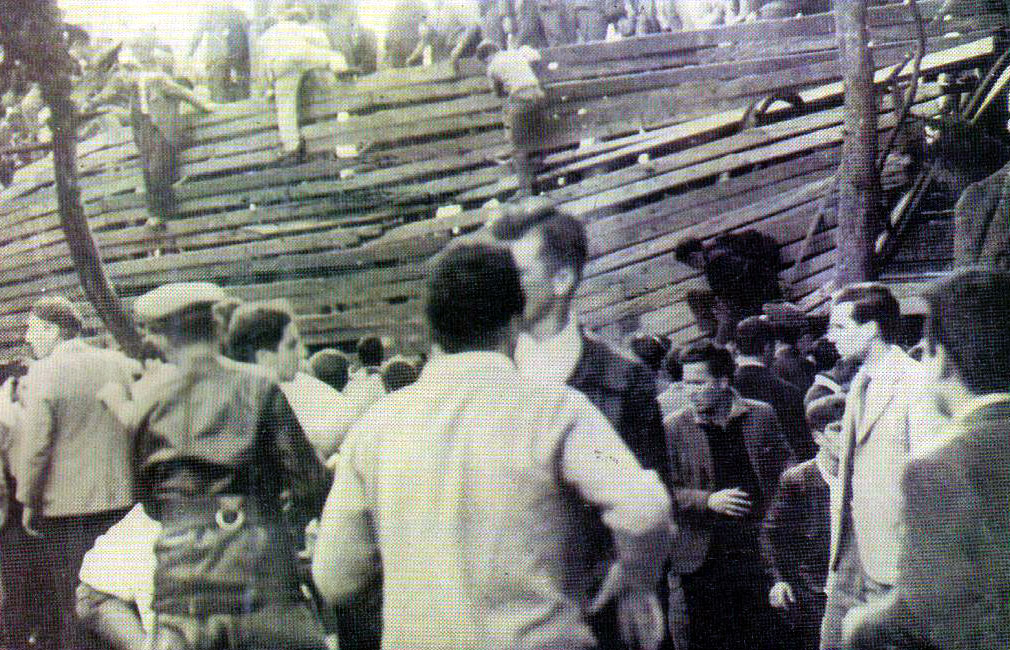
1959년 5월 28일 관중 난동으로 무너진 후안 카를로스 세리조 경기장.

## 참고
1. ↑  Juan Manuel Allan , Marcelo Sottile (2006년 11월 9일). “Amenazados de muerte (살해 위협)” (스페인어). Diaro Olé. 2008년 6월 10일에 원본 문서에서 보존된 문서. 2008년 8월 1일에 확인함.
2. ↑  “Fútbol” (스페인어). La Plata Ciudad Mágica. 2008년 4월 3일에 원본 문서에서 보존된 문서. 2008년 8월 1일에 확인함.